# Charminus minor
Charminus minor är en spindelart som först beskrevs av Roger de Lessert 1928.  Charminus minor ingår i släktet Charminus och familjen vårdnätsspindlar. Inga underarter finns listade i Catalogue of Life.